# Jejkowice (gmina)
Jejkowice – gmina wiejska w Polsce położona w województwie śląskim, w powiecie rybnickim. W latach 1993–1998 gmina administracyjnie należała do województwa katowickiego.
Siedziba gminy to Jejkowice. Na terenie gminy znajduje się rzymskokatolicka parafia pw. M.B. Szkaplerznej i Piusa X.
Według danych z 30 czerwca 2004 gminę zamieszkiwało 3611 osób. Gmina ta jest najmniejszą terytorialnie gminą wiejską w Polsce. Natomiast według danych z 31 grudnia 2017 roku gminę zamieszkiwało 4317 osób.

## Struktura powierzchni
Według danych z roku 2002 gmina Jejkowice ma obszar 7,59 km², w tym:
- użytki rolne: 60%
- użytki leśne: 24%

Gmina stanowi 3,38% powierzchni powiatu rybnickiego.

## Demografia

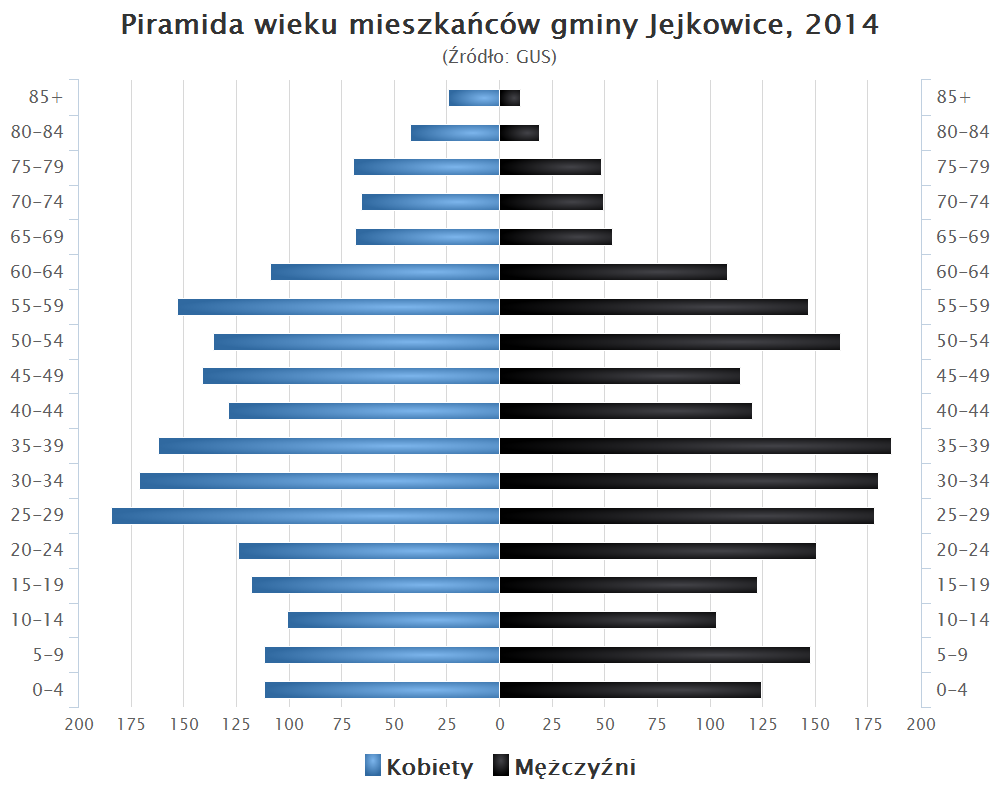
Piramida wieku mieszkańców gminy Jejkowice w 2014 roku

Dane z 30 czerwca 2004:
| Opis                              | Ogółem | Ogółem | Kobiety | Kobiety | Mężczyźni | Mężczyźni |
| --------------------------------- | ------ | ------ | ------- | ------- | --------- | --------- |
| jednostka                         | osób   | %      | osób    | %       | osób      | %         |
| populacja                         | 3611   | 100    | 1810    | 50,1    | 1801      | 49,9      |
| gęstość zaludnienia (mieszk./km²) | 475,8  | 475,8  | 238,5   | 238,5   | 237,3     | 237,3     |

## Wójtowie
- Jan Jochem (1993 – 2010)[5]

- Czesław Grzenia (2010 – 2012)[6]

- Marek Bąk (2012 – dziś)[7]

## Sąsiednie gminy
Gaszowice, Rybnik

## Gminy partnerskie
Služovice, Czechy